# Zhemchuzhnikovit
Zhemchuzhnikovit ist ein sehr selten vorkommendes Mineral aus der Mineralklasse der „Organischen Verbindungen“. Es kristallisiert im trigonalen Kristallsystem mit der chemischen Formel NaMg(Fe3+0,31,Al0,69)(C2O4)3·9H2O, ist also chemisch gesehen ein kristallwasserhaltiges Natrium-Magnesium-Aluminium-Eisen-Oxalat.
Zhemchuzhnikovit von der Typlokalität findet sich in dünnen Gängchen im Lignit, die aus nadeligen bis faserigen Aggregaten und sehr selten aus isometrischen, etwa 0,05 mm großen Kristallen bestehen. Das Mineral stammt aus der 200 km südlich des Ästuars des Flusses Lena liegenden Kohlenlagerstätte „Chai-Tumus“ (Tschaitumususk) in der Republik Sacha (Jakutien), Föderationskreis Ferner Osten in Sibirien, Russland.

## Etymologie und Geschichte
Als Entdecker des Zhemchuzhnikovit gilt der russische Mineraloge P. I. Glushinsky, der das Mineral im Jahre 1956 gefunden hatte. Eine erste kurze Charakterisierung erfolgte durch Jewgeni Iwanowitsch Nefedow im Jahre 1960, eine detailliertere Beschreibung veröffentlichten die russischen Mineralogen Juri N. Knipowitsch, Aleksandr Ivanovich Komkov und Jewgeni Iwanowitsch Nefedow im Jahre 1963. Sie benannten das Mineral nach dem russischen Tonmineralogen Juri Apollonowitsch Shemtschushnikow (1885–1957), einem Spezialisten für Kohlengeologie und -petrologie am Allrussischen Geologischen Forschungsinstitut (WSEGEI) Alexander Petrowitsch Karpinski (WSEGEI) in Leningrad (St. Petersburg).
Nach diesen beiden Veröffentlichungen wurde über das neue Mineral wenig publiziert, auch ist die Kristallstruktur des Zhemchuzhnikovits nie beschrieben worden. Erst im Jahre 2016, als sich herausstellte, dass das Mineral strukturelle Ähnlichkeiten mit künstlich hergestellten metallorganischen Gerüsten (englisch: metal-organic frameworks, MOFs), die man als magnetische und protonenleitfähige Metalloxalate kennt, aufweist, kam es zu einer nochmaligen Untersuchung von Zhemchuzhnikovit (und dem chemisch eng verwandten Stepanovit). In deren Verlauf wurden die Angaben zu den physikalischen und kristallographischen Eigenschaften des Minerals überprüft und die Struktur des Minerals geklärt.
Das Typmaterial für Zhemchuzhnikovit wird unter der Katalog-Nr. 1955/1 in der Sammlung des Bergbauinstituts (Mining Institut) in St. Petersburg, Russland, aufbewahrt.

## Klassifikation
In der mittlerweile veralteten, aber noch gebräuchlichen 8. Auflage der Mineralsystematik nach Strunz gehörte der  Zhemchuzhnikovit zur Mineralklasse der „Organischen Verbindungen“ und dort zur Abteilung der „Salze organischer Säuren“, wo er zusammen mit Caoxit, Coskrenit-(Ce), Glushinskit, Humboldtin, Levinsonit-(Y), Lindbergit, Minguzzit, Moolooit, Natroxalat, Novgorodovait, Oxammit, Stepanovit, Weddellit, Wheatleyit, Whewellit und Zugshunstit-(Ce) die eigenständige „Gruppe der Oxalate“ mit der System-Nr. IX/A.01 bildete.
Die seit 2001 gültige und von der International Mineralogical Association (IMA) verwendete 9. Auflage der Strunz'schen Mineralsystematik ordnet den Zhemchuzhnikovit ebenfalls in die Klasse der „Organischen Verbindungen“ und dort in die Abteilung der „Salze von organischen Säuren“ ein. Diese Abteilung ist allerdings weiter unterteilt nach der Art der salzbildenden Säure, so dass das Mineral entsprechend seiner Zusammensetzung in der Unterabteilung „Oxalate“ zu finden ist, wo es als einziges Mitglied die unbenannte Gruppe 10.AB.35 bildet.
Auch die vorwiegend im englischen Sprachraum gebräuchliche Systematik der Minerale nach Dana ordnet den Zhemchuzhnikovit in die Klasse der „Organische Minerale“ und dort in die gleichnamige Abteilung ein. Hier ist er mit Stepanovit in der „Stepanovitgruppe“ mit der System-Nr. 50.01.07 innerhalb der Unterabteilung „Salze organischer Säuren (Oxalate)“ zu finden.

## Chemismus
Mittelwerte aus Mikrosondenanalysen an Zhemchuzhnikovit führten zu Gehalten von 6,14 % Al2O3, 5,95 % Fe2O3, 0,06 % MnO, 8,57 % MgO, 5,69 % Na2O, 0,12 % K2O, 42,88 % C2O3, 29,09 % H2O und 1,13 % unlöslicher Bestandteile (Kohle), woraus sich die empirische Formel (Na0,92K0,01)Σ=0,93Mg1,06(Al0,60Fe3+0,37)Σ=0,97(C2O4)2,97·8,07H2O ergab. Sie wurde zu NaMg(Al,Fe3+)(C2O4)3·8H2O vereinfacht und zu NaMg(Fe3+0,31Al0,69)(C2O4)3·9H2O aktualisiert.
Die Formel für synthetisierten Zhemchuzhnikovit wird mit NaMg(Fe3+1−xAlx)(C2O4)3·9H2O angegeben. In synthetischen Kristallen variieren die Parameter für Fe3+ und Al3+ je nach Kristall zwischen 0,41 : 0,59 und 0,76 : 0,24. Jeder untersuchte Kristall zeigt eine eigene statistische Fe3+/Al3+-Fehlordnung, ohne das eine Ordnung in einer Superzelle erkennbar wäre. Folglich kann die Struktur des Zhemchuzhnikovits verschiedene Al/Fe-Zusammensetzungen aufweisen.
Zhemchuzhnikovit ist das aluminiumdominante Analogon zum Fe3+-dominierten Stepanovit, NaMgFe3+(C2O4)3·9H2O.

## Kristallstruktur
Zhemchuzhnikovit kristallisiert trigonal in der Raumgruppe P3c1 (Raumgruppen-Nr. 158) mit den Gitterparametern a = 16,809 Å und c = 12,658 Å sowie sechs Formeleinheiten pro Elementarzelle.
Zhemchuzhnikovit besitzt – wie künstliche MOF – eine poröse, viele Hohlräume aufweisende bienenwabenartige Struktur mit Al3+- und Fe3+-Fehlordnung auf derselben Position. Wie im Stepanovit werden die Hohlräume einer jeden Schicht von Mg(H2O)62+, welche über Wasserstoffbrückenbindungen mit den die Poren auskleidenden Oxalatgruppen verknüpft sind, besetzt. Die Schichten sind miteinander durch Wasserstoffbrückenbindungen zum Wasser in den Zwischenräumen verbunden. In jeder Wabenschicht des Zhemchuzhnikovits besitzen alle Fe3+-Ionen dieselbe Chiralität (Enantiomorphie), im Gegensatz zu Na+ in derselben Schicht. Anders als im Stepanovit bilden im Zhemchuzhnikovit alle Schichten ABABAB-Stapel, wobei alle Öffnungen (Aperturen) des Wabenhohlraums verbunden sind und Kanäle von ≈ 0,9 nm Durchmesser bilden. Das Arrangement der Wasserstoffbrückenbindungen um die Wassermoleküle in den Zwischenräumen ähnelt der Situation im Stepanovit: Jedes Wassermolekül ist ein zweifacher Donator gegenüber den Oxalationen in benachbarten Schichten und ein zweifacher Akzeptor gegenüber dem Gastmolekül Mg(H2O)62+ in den benachbarten Schichten.
Künstlich hergestellte MOF bestehen aus offenen [MIMIII(C2O4)3]2−-Gerüststrukturen mit drei- oder zweidimensionaler Netz-Topologie (Honigwabentopologie), einwertigen (MI; z. B. Li+ oder Na+) und dreiwertigen (MIII; z. B. Cr3+ oder Fe3+) Kationen als Netzwerkknoten sowie zweiwertigen Kationen, die in den Netzwerkhohlräumen zurückgehalten werden. Neuerdings sind ähnliche Metall-Oxalat-Strukturen, die auf Zink oder anderen Übergangsmetallen basieren, als ferromagnetische und/oder protonenleitende Materialien interessant geworden.

## Eigenschaften

### Morphologie
Zhemchuzhnikovit bildet nadelige bis faserige Aggregate und sehr selten auch isometrische bis prismatische, etwa 0,05 mm große Kristalle, deren tragende Form das hexagonale Prisma II. Stellung {1120} ist. Die Kristalltracht wird durch das Basispinakoid {0001} und die hexagonale Dipyramide II. Stellung {2241} komplettiert.

### Physikalische und chemische Eigenschaften
Die Kristalle und Aggregate des Zhemchuzhnikovits sind grünlichgelb bis grün und weisen, insbesondere bei synthetischen Kristallen, einen alexandritartigen Farbeffekt mit rauchgrüner Färbung im Tageslicht und violett-amethystfarbenen Tönen im Kunstlicht auf. Die Strichfarbe wird nicht angegeben, jedoch sollte die Pulverfarbe der grünen bis gelbgrünen Kristalle ein grünstichiges Weiß sein. Die Oberflächen der halbdurchsichtigen Kristalle zeigen einen deutlichen glasartigen Glanz. Zhemchuzhnikovit besitzt eine sehr niedrige bis niedrige Lichtbrechung und hohe Doppelbrechung.
Das Mineral weist eine gut Spaltbarkeiten nach {0001} auf. Angaben zu Bruch und Tenazität existieren nicht. Zhemchuzhnikovit besitzt eine Mohshärte von 2 und gehört damit zu den weichen Mineralen, die sich wie das Referenzmineral Gips mit dem Fingernagel ritzen lassen. Die gemessene Dichte für Zhemchuzhnikovit beträgt 1,69 g/cm³, die berechnete Dichte beträgt 1,66 g/cm³. Infolge der variablen chemischen Zusammensetzung variiert auch die Dichte.
Zhemchuzhnikovit ist in Wasser leicht löslich und aus der Lösung rekristallisierbar. Der pH-Wert der Lösung beträgt 5,51. Ein Teil des Kristallwassers wird bei 85 °C abgegeben, wobei der Prozess bei Zimmertemperatur und wasserdampfgesättigter Atmosphäre reversibel ist. Nach Erhitzung tritt zunächst eine Schwärzung auf, anschließend bildet sich ein unschmelzbarer gelbbrauner Rückstand.

## Bildung und Fundorte
Als sehr seltene Mineralbildung konnte Zhemchuzhnikovit bisher (Stand 2016) nur von einem Fundpunkt beschrieben werden. Seine Typlokalität ist die 200 km südlich des Ästuars des Flusses Lena liegenden Braunkohlenlagerstätte „Chai-Tumus“ (Tschaitumususk) im ehemaligen Okrug Bulunski, Föderationssubjekt Republik Sacha (Jakutien), Föderationskreis Ferner Osten in Sibirien, Russland. Das Typmaterial stammt aus einem Bohrkern aus der Permafrostzone in 230 m Tiefe, der aus mit Ethansäure gesättigtem Lignit bestand. Begleitminerale sind Calcit, Dolomit und Stepanovit, weitere natürliche Salze organischer Säuren wie z. B. Oxalate (Whewellit, Weddellit und Glushinskit) sowie unbestimmte Acetate.

## Verwendung
Zhemchuzhnikovit ist aufgrund seiner Seltenheit bislang lediglich für Mineralsammler interessant gewesen. Da die Strukturen von Zhemchuzhnikovit (und Stepanovit) mit ihren fast nanometerweiten Öffnungen und Kanälen und ihrem porösen Aufbau aber den von synthetisch erzeugten MOFs entsprechen, hofft man nun, weitere MOF-artige Kristalle in der Natur zu finden, die häufiger vorkommen als die untersuchten Minerale Zhemchuzhnikovit und Stepanovit und deshalb industriell genutzt werden können.
Die metallorganischen Gerüststrukturen (MOF) stellen begehrte Materialien dar, wenn es darum geht, Gase (wie Wasserstoff und Kohlenstoffdioxid) zu speichern und zu transportieren sowie gasförmige Gemische zu trennen oder zu katalysieren. MOFs können effizient Wasserstoff einlagern und wieder abgeben. Auch als Filtermaterial für die Abscheidung von Kohlenstoffdioxid wurden sie getestet. Aufgrund ihres porösen Aufbaus mit großen Oberflächen von bis zu 4500 m² pro Gramm könnten MOF auch als effiziente Katalysatoren interessant werden.